# Приймак Іван Васильович
Івáн Васи́льович Приймáк (нар. 10 червня 1959 Вільхівці) — Заслужений працівник сільського господарства України (2010), власник приватного підприємства Агрофірма «Вільхівці», елеваторного комплексу, м. Городенка. Вищу освіту здобув у Кам'янець-Подільському сільськогосподарському інституті, інженер.

## Життєпис
Приймак Іван Васильович народився 10 червня 1959 року в селі Вільхівцях Городенківського району Івано-Франківської області. Вищу освіту здобув у Кам'янець-Подільському сільськогосподарському інституті за спеціальністю інженер-механік.
У 2000 році на місці невеликого фермерського господарства, правонаступника колишнього колгоспу з борговими зобов'язаннями в 2 мільйони гривень, створив приватне підприємство європейського типу. Виробництво організовано за сучасними технологіями із застосуванням найновітнішої техніки світових зразків.
У 2012 році ППА «Вільхівці» придбало приміщення колишнього Городенківського хлібоприймального підприємства, на його місці зведено елеваторний комплекс, який за технічними і виробничими характеристиками позиціонується як номер один у західній Україні.
Меценат, опікується духовними святинями, активно інвестує в обороноздатність Збройних Сил, підтримує талановиті починання в літературі, культурі, спорті, мистецтві.